# バリャドリッド
バリャドリッド（スペイン語: Valladolid [baʎaðoˈlið] ( 音声ファイル))）は、スペイン・カスティーリャ・イ・レオン州バリャドリッド県のムニシピオ（基礎自治体）。カスティーリャ・イ・レオン州の州都であり、バリャドリッド県の県都である。
かつてカスティーリャ王国やスペイン王国の宮廷が置かれた。
バリャドリード、バリャドリー、バリャドリッ、バジャドリード、バジャドリー、バジャドリッなどとも表記される。
2017年の人口は299,715人であり、カスティーリャ・イ・レオン州やガリシア州などを含むスペイン北西部では最大の都市である。バリャドリッド都市圏の人口は2013年時点で414,281人であり、スペイン第20位の都市圏である。

## 地理

### 地勢

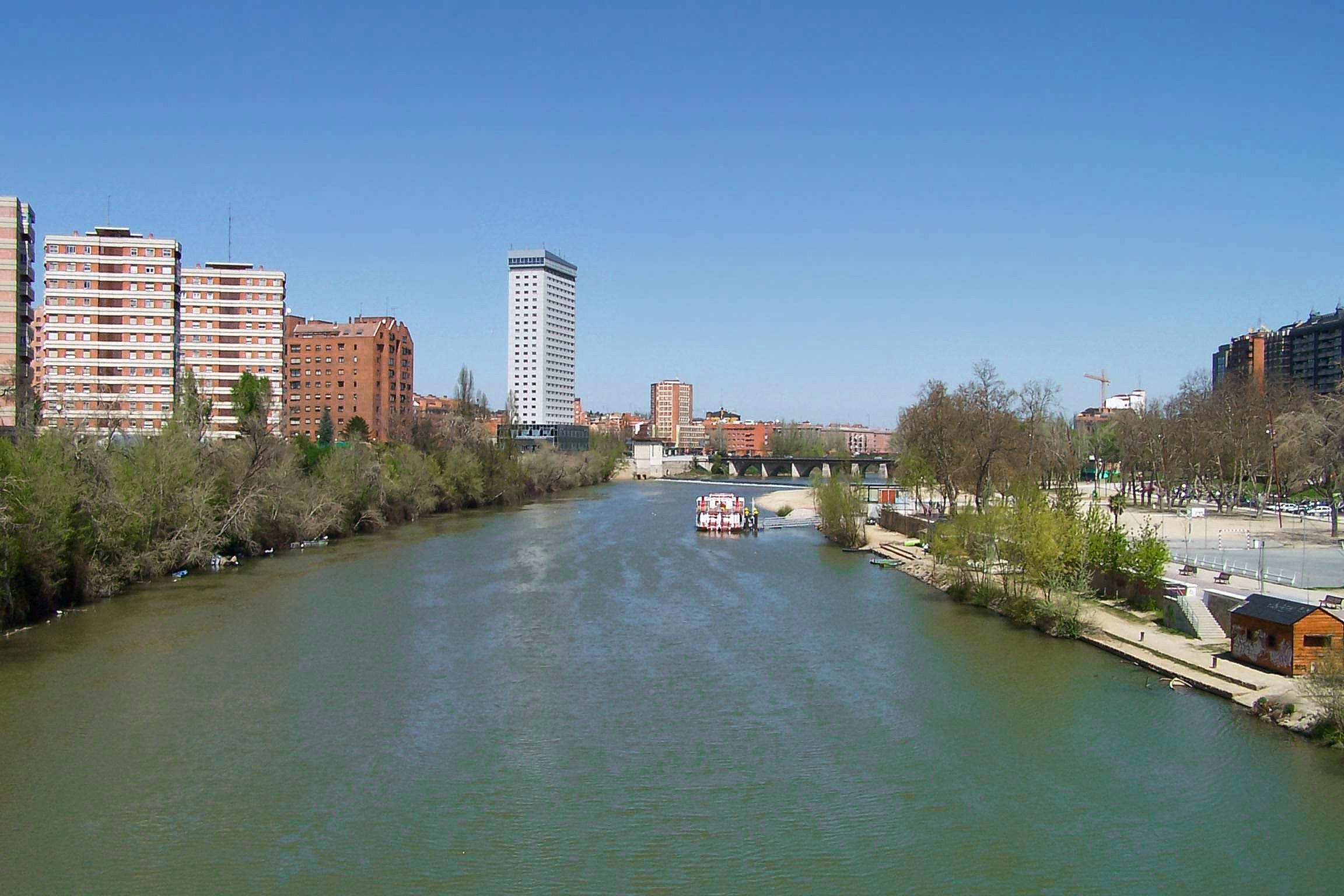
市街地を流れるピスエルガ川

ピスエルガ川が本流のドゥエロ川に合流する15キロメートル手前、ピスエルガ川の河岸に位置する工業都市である。スペイン中北部における交通の要所であり、農作物の集散地としての役割も果たしている。近隣の大都市としては、約110キロメートル南西のサラマンカ、120キロメートル北西のレオン、160キロメートル南東のマドリードなどが挙げられる。
ドゥエロ川の流域はスペイン有数のワイン生産地であり、バリャドリッド周辺にはリベラ・デル・ドゥエロ (DO)、ルエダ (DO)、トロ (DO)、ティエラ・デ・レオン (DO)、シガレス (DO)の5つのデノミナシオン・デ・オリヘン（原産地呼称）がある。

### 気候
バリャドリッドは北メセタの中央部にあり、中心部の標高は735メートル、自治体の最低地点は617メートル、最高地点は863メートルである。内陸部にあること、標高が高いことが気候に影響を与えている。
ケッペンの気候区分では地中海性気候であるが、降水量が少なく乾燥した気候であるためステップ気候の要素も大きい。
夏季は暑いが、冬季は寒くて風が強く、降雪もある。よく霧が発生する。降水は春季と晩秋に多く、夏季は少ない。年間降水量は435ミリメートルであり、年間相対湿度は65%である。
気温の年較差は大きく、夏季の平均最高気温は摂氏30度となるが、冬季は頻繁に氷点下となり、摂氏マイナス8度まで下がることも珍しくない。1995年7月19日には摂氏40.2度を記録した（最高気温記録）。
| バリャドリッド(1981–2010) (極値:1971–2010)の気候 | バリャドリッド(1981–2010) (極値:1971–2010)の気候 | バリャドリッド(1981–2010) (極値:1971–2010)の気候 | バリャドリッド(1981–2010) (極値:1971–2010)の気候 | バリャドリッド(1981–2010) (極値:1971–2010)の気候 | バリャドリッド(1981–2010) (極値:1971–2010)の気候 | バリャドリッド(1981–2010) (極値:1971–2010)の気候 | バリャドリッド(1981–2010) (極値:1971–2010)の気候 | バリャドリッド(1981–2010) (極値:1971–2010)の気候 | バリャドリッド(1981–2010) (極値:1971–2010)の気候 | バリャドリッド(1981–2010) (極値:1971–2010)の気候 | バリャドリッド(1981–2010) (極値:1971–2010)の気候 | バリャドリッド(1981–2010) (極値:1971–2010)の気候 | バリャドリッド(1981–2010) (極値:1971–2010)の気候 |
| 月                                               | 1月                                              | 2月                                              | 3月                                              | 4月                                              | 5月                                              | 6月                                              | 7月                                              | 8月                                              | 9月                                              | 10月                                             | 11月                                             | 12月                                             | 年                                               |
| ------------------------------------------------ | ------------------------------------------------ | ------------------------------------------------ | ------------------------------------------------ | ------------------------------------------------ | ------------------------------------------------ | ------------------------------------------------ | ------------------------------------------------ | ------------------------------------------------ | ------------------------------------------------ | ------------------------------------------------ | ------------------------------------------------ | ------------------------------------------------ | ------------------------------------------------ |
| 最高気温記録 °C （°F）                           | 17.2 (63)                                        | 23.6 (74.5)                                      | 25.0 (77)                                        | 29.7 (85.5)                                      | 34.4 (93.9)                                      | 37.6 (99.7)                                      | 40.2 (104.4)                                     | 39.5 (103.1)                                     | 38.2 (100.8)                                     | 30.2 (86.4)                                      | 23.2 (73.8)                                      | 21.4 (70.5)                                      | 40.2 (104.4)                                     |
| 平均最高気温 °C （°F）                           | 8.2 (46.8)                                       | 11.2 (52.2)                                      | 15.2 (59.4)                                      | 16.9 (62.4)                                      | 21.0 (69.8)                                      | 27.0 (80.6)                                      | 30.7 (87.3)                                      | 30.1 (86.2)                                      | 25.6 (78.1)                                      | 18.9 (66)                                        | 12.4 (54.3)                                      | 8.6 (47.5)                                       | 18.8 (65.8)                                      |
| 日平均気温 °C （°F）                             | 4.2 (39.6)                                       | 5.9 (42.6)                                       | 9.0 (48.2)                                       | 10.7 (51.3)                                      | 14.5 (58.1)                                      | 19.3 (66.7)                                      | 22.3 (72.1)                                      | 22.1 (71.8)                                      | 18.5 (65.3)                                      | 13.2 (55.8)                                      | 7.9 (46.2)                                       | 5.0 (41)                                         | 12.7 (54.9)                                      |
| 平均最低気温 °C （°F）                           | 0.2 (32.4)                                       | 0.7 (33.3)                                       | 2.8 (37)                                         | 4.6 (40.3)                                       | 7.9 (46.2)                                       | 11.6 (52.9)                                      | 14.0 (57.2)                                      | 14.1 (57.4)                                      | 11.3 (52.3)                                      | 7.6 (45.7)                                       | 3.5 (38.3)                                       | 1.3 (34.3)                                       | 6.6 (43.9)                                       |
| 最低気温記録 °C （°F）                           | −18.8 (−1.8)                                     | −16 (3)                                          | −12.4 (9.7)                                      | −6.5 (20.3)                                      | −5.4 (22.3)                                      | −0.5 (31.1)                                      | 2.4 (36.3)                                       | 2.4 (36.3)                                       | −0.4 (31.3)                                      | −5.6 (21.9)                                      | −9.2 (15.4)                                      | −12.6 (9.3)                                      | −18.8 (−1.8)                                     |
| 降水量 mm （inch）                               | 40 (1.57)                                        | 27 (1.06)                                        | 22 (0.87)                                        | 46 (1.81)                                        | 49 (1.93)                                        | 29 (1.14)                                        | 13 (0.51)                                        | 16 (0.63)                                        | 31 (1.22)                                        | 55 (2.17)                                        | 52 (2.05)                                        | 53 (2.09)                                        | 433 (17.05)                                      |
| 平均降水日数 （≥1.0 mm）                         | 6                                                | 5                                                | 5                                                | 8                                                | 8                                                | 5                                                | 2                                                | 2                                                | 4                                                | 8                                                | 7                                                | 8                                                | 68                                               |
| % 湿度                                           | 83                                               | 72                                               | 62                                               | 62                                               | 60                                               | 52                                               | 45                                               | 48                                               | 56                                               | 70                                               | 79                                               | 84                                               | 64                                               |
| 平均月間日照時間                                 | 101                                              | 147                                              | 215                                              | 232                                              | 272                                              | 322                                              | 363                                              | 334                                              | 254                                              | 182                                              | 117                                              | 89                                               | 2,624                                            |
| 出典1：スペイン気象庁(AEMet)                     |                                                  |                                                  |                                                  |                                                  |                                                  |                                                  |                                                  |                                                  |                                                  |                                                  |                                                  |                                                  |                                                  |
| 出典2：スペイン気象庁(AEMet)                     |                                                  |                                                  |                                                  |                                                  |                                                  |                                                  |                                                  |                                                  |                                                  |                                                  |                                                  |                                                  |                                                  |

### 人口
| バリャドリッドの人口推移 1900－2010                     |
|                                                         |
| 出典:INE（スペイン国立統計局）1900年 - 1991年、1996年 - |

## 歴史
ケルト人が居住していたが、ローマ帝国に征服され支配下におかれた。その後、西ゴート王国の支配を経て、一時はイスラム勢力であるウマイヤ朝の侵入を受けた。その後、キリスト教勢力によるレコンキスタ（再征服運動）が進展する中で、11世紀にレオン王国のもと都市が建設され、キリスト教勢力にとっての根拠地の1つとなった。

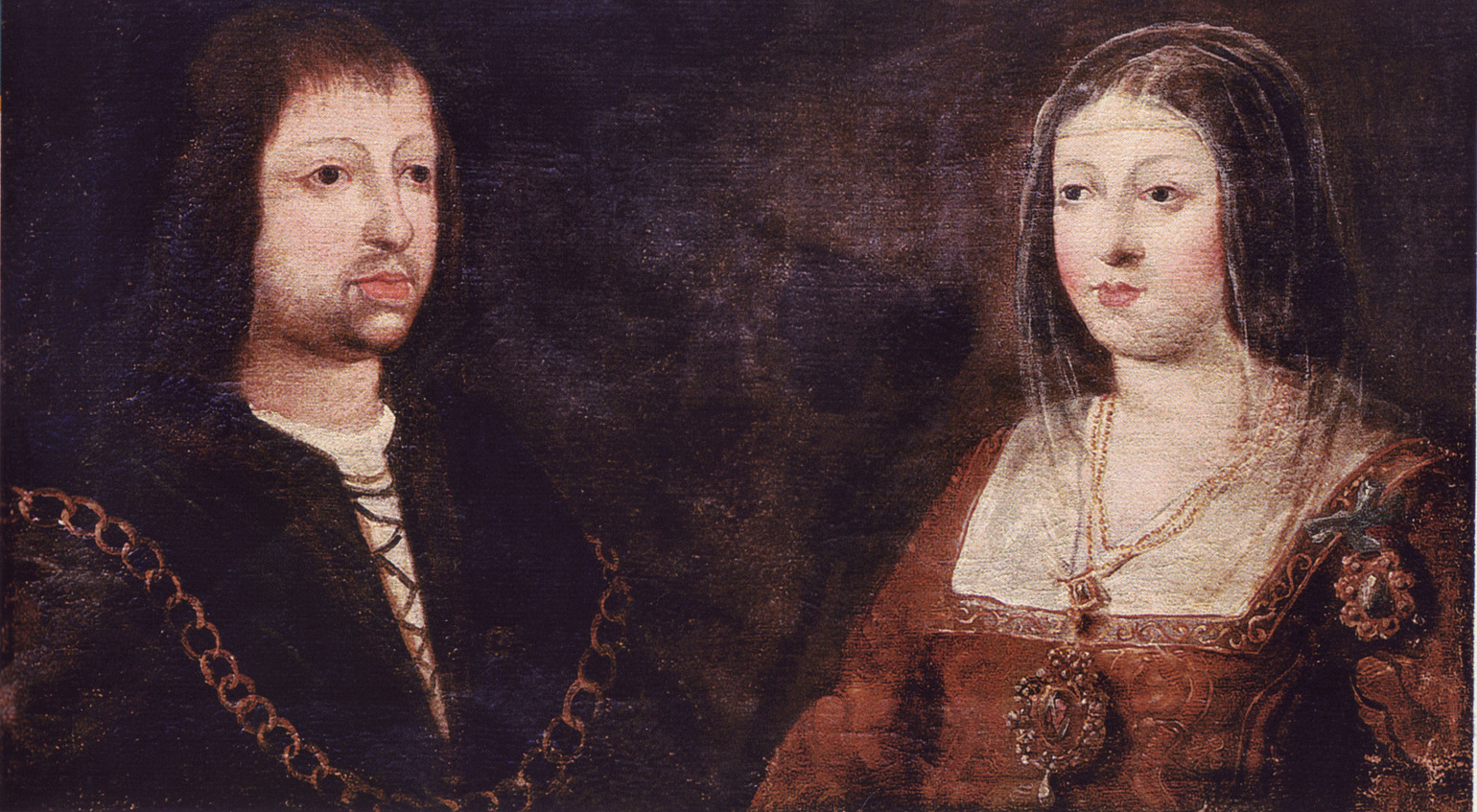
イサベルとフェルナンドの婚姻（1469年）

1346年にはバリャドリッド大学も設立され、学芸の振興も図られた。1469年10月19日には、カスティーリャ女王イサベル（後のイサベル1世）とアラゴン国王フェルナンド（後のフェルナンド2世）がバリャドリッドで婚礼を行ってスペイン王国が成立した。1561年までのスペインには明確な首都が存在しなかったが、バリャドリッドやトレドなどに宮廷が置かれた。
1445年から1616年にはサン・パブロ教会が建設された。1550年から翌年にかけて、この地でラス・カサス（『インディアスの破壊についての簡潔な報告』でアメリカ大陸における現地民迫害を告発したドミニコ会士）は「バリャドリッド論争」を行い、セプルベダと論戦を繰り広げた。

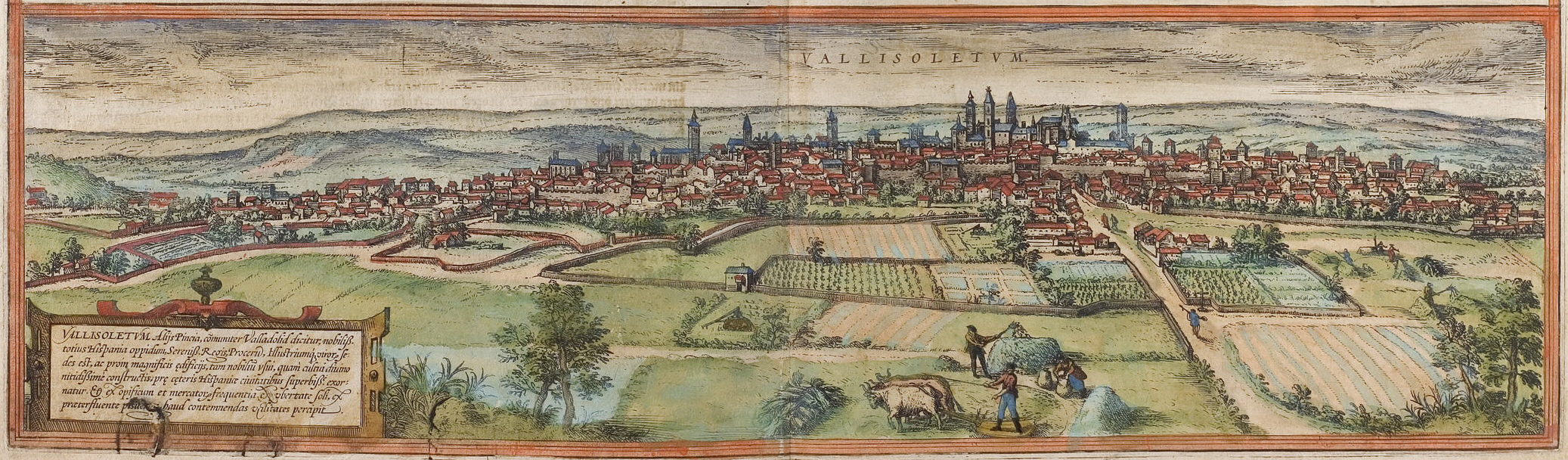
1572年のバリャドリッド

1527年にはスペイン王フェリペ2世がバリャドリッドで生まれている。フェリペ2世は1561年に宮廷をマドリードに移し、以後はマドリードがスペイン王国の事実上の首都となった。フェリペ2世の子であるスペイン王フェリペ3世はマドリード生まれであるが、1601年から6年間のみ宮廷をバリャドリッドに移している。1606年に再びマドリードに宮廷が移ると、バリャドリッドは200年以上にもおよぶ長い衰退期に入った。1688年にはバリャドリッド大聖堂が完成した。

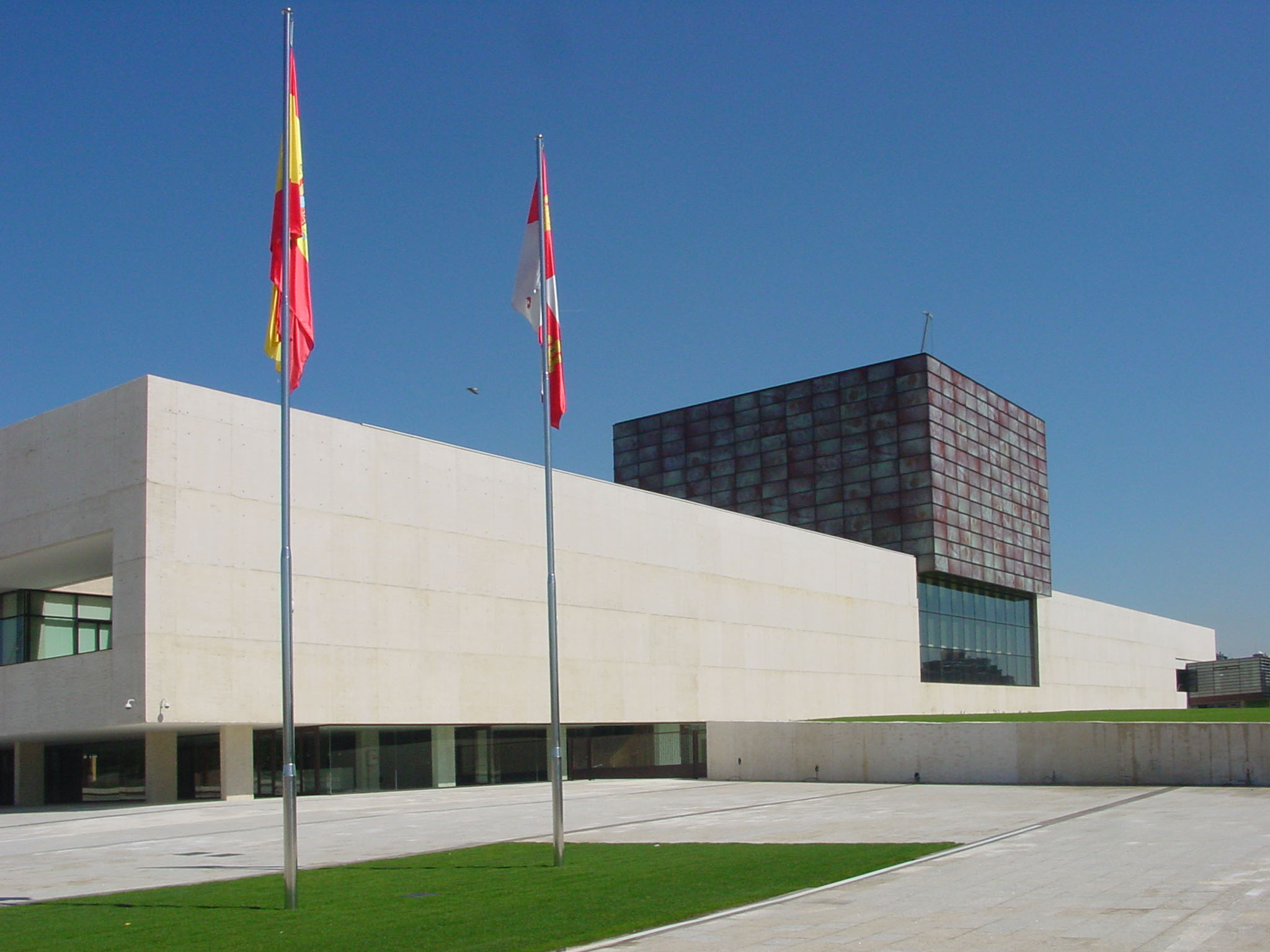
カスティーリャ・イ・レオン州議会

1833年スペイン地方行政区分再編ではスペイン全土に49県が設置され、バリャドリッドはバリャドリッド県の県都となった。なお、バリャドリッド県を含む8県はカスティーリャ・ラ・ビエハ地域に区分されている。1860年にはバリャドリッドに鉄道が到達し、1895年にはバリャドリッドからブルゴス県アランダ・デ・ドゥエロを通ってサラゴサ県アリサに至るバリャドリッド＝アリサ鉄道が開通した。鉄道の敷設を契機として工業化が進展し、人口も激増していった。1936年に勃発したスペイン内戦では、早い段階でフランコ将軍の勢力下におかれた。第二次世界大戦後の1953年にはルノー・バリャドリッド工場が操業を開始するなど、外国資本の流入などもみられている。
1983年3月2日にカスティーリャ・イ・レオン州が設置されると、州政府と州議会が置かれたバリャドリッドはカスティーリャ・イ・レオン州の事実上の州都となった。なお、州高等裁判所はバリャドリッドではなくブルゴス県ブルゴスに置かれている。2007年には高速鉄道AVEのマドリード-バリャドリッド高速線が開業し、険しいグアダラマ山脈を隔てた首都マドリードまでの所要時間が約1時間に短縮された。

## 政治
スペインのムニシピオ（基礎自治体）は市長と市議会議員が行政をつかさどっている。
18歳以上の選挙権所有者による普通選挙で市議会議員が選出され、議会内の投票によって市議会議員の中から市長が選出される。
1995年から2015年までは国民党(PP)のフランシスコ・ハビエル・レオン・デ・ラ・リバが市長を務めていたが、2015年にはスペイン社会労働党(PSOE)のオスカル・プエンテ・サンティアゴが市長に就任した。
| 任期      | 首長名                           | 政党                     |
| --------- | -------------------------------- | ------------------------ |
| 1979–1983 | Tomás Rodríguez Bolaños          | スペイン社会労働党(PSOE) |
| 1983–1987 | Tomás Rodríguez Bolaños          | スペイン社会労働党(PSOE) |
| 1987–1991 | Tomás Rodríguez Bolaños          | スペイン社会労働党(PSOE) |
| 1991–1995 | Tomás Rodríguez Bolaños          | スペイン社会労働党(PSOE) |
| 1995–1999 | Francisco Javier León de la Riva | 国民党(PP)               |
| 1999–2003 | Francisco Javier León de la Riva | 国民党(PP)               |
| 2003–2007 | Francisco Javier León de la Riva | 国民党(PP)               |
| 2007–2011 | Francisco Javier León de la Riva | 国民党(PP)               |
| 2011–2015 | Francisco Javier León de la Riva | 国民党(PP)               |
| 2015–2019 | Óscar Puente Santiago            | スペイン社会労働党(PSOE) |
| 2019–2023 | n/d                              | n/d                      |
| 2023–     | n/d                              | n/d                      |

## 社会

### 教育

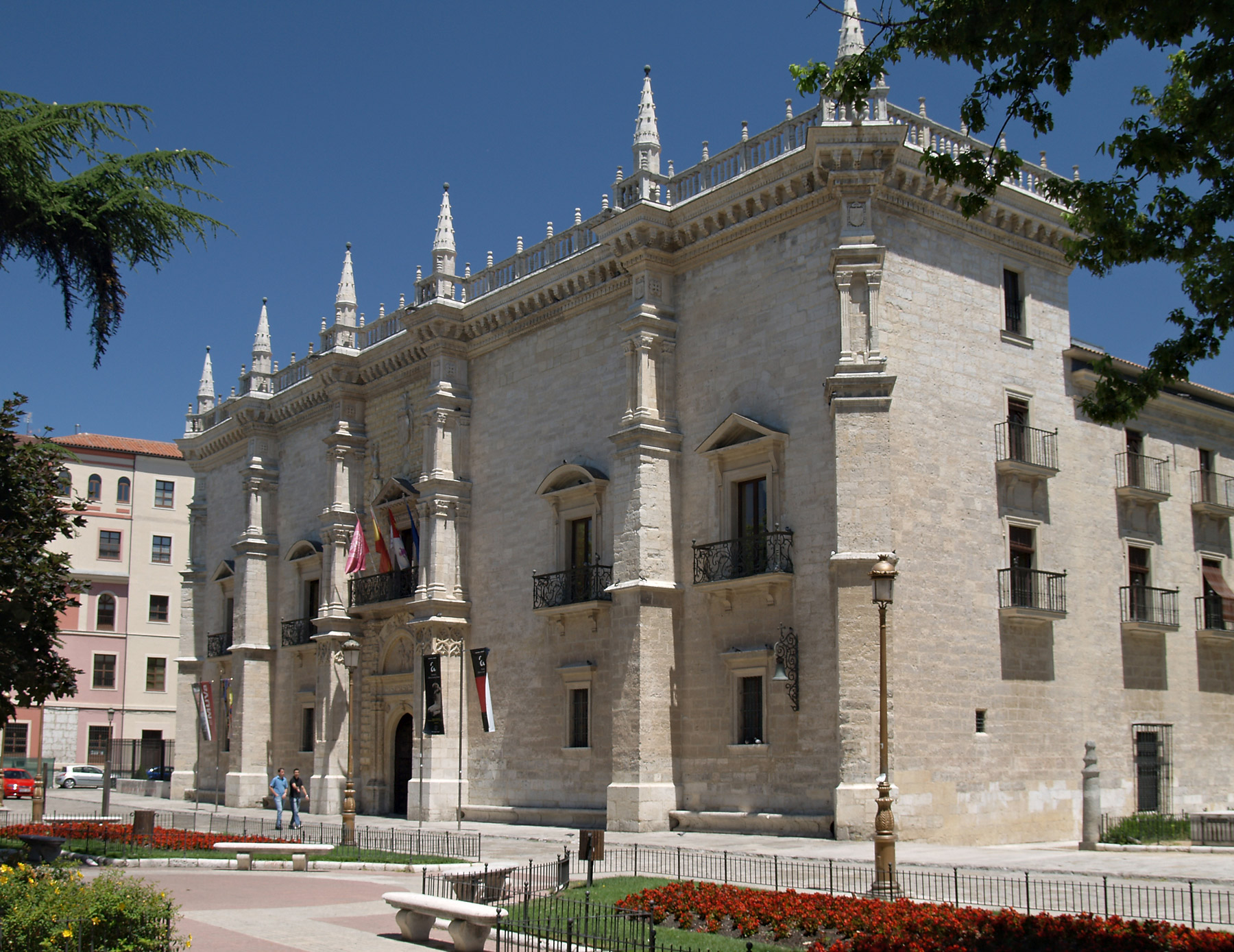
バリャドリッド大学本部が置かれているサンタ・クルス宮殿

バリャドリッドには公立大学（州立）のバリャドリッド大学と私立大学のミゲル・デ・セルバンテス・ヨーロッパ大学がある。2002年には私立大学のミゲル・デ・セルバンテス・ヨーロッパ大学が開校した。社会学部、法学・経済学部、健康科学・工学部の3学部があり、約1,500人の学生が学んでいる。10周年を迎えた2012年にはキャンパスを拡張して新館を建設した。
バリャドリッド大学は1202年から1208年に開校したパレンシア大学を移転する形で1241年に開校した。ヨーロッパ有数の歴史を持ち、スペインではサラマンカ大学に次ぐ歴史の長さである。バリャドリッド市内にはウエルタ・デル・レイ、セントロ、リオ・エスグエバ、ミゲル・デリベスという4つのキャンパスがあり、またパレンシア県パレンシア、ソリア県ソリア、セゴビア県セゴビアにもキャンパスを構えている。
バリャドリッドの各キャンパスには理学部、経済学・経営学部、商学部、法学部、教育学・社会労働学部、哲学・文学部、看護学部、医学部があり、さらに建築高等工科学校、電気通信技術高等工科学校、コンピュータ工学校、産業工学校がある。パレンシアには労働科学部があり、ソリアには翻訳・通訳学部があり、セゴビアには教育学部、社会学・法学・コミュニケーション科学部がある。2018年時点では約32,000人の学生が学んでいる。

### 交通

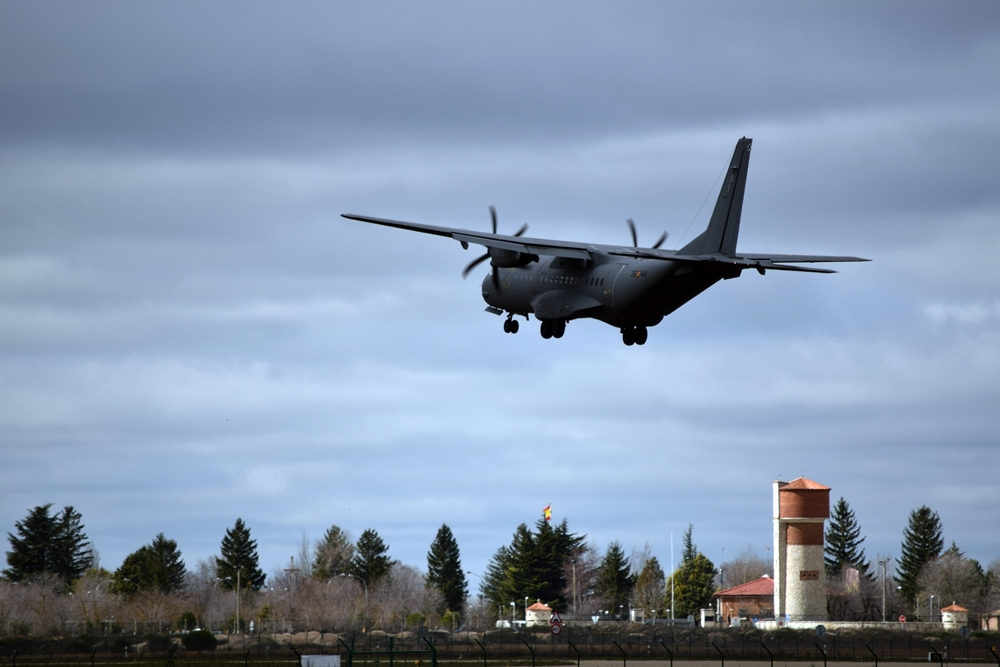
バリャドリッド空港を発着する軍用機

バリャドリッド周辺の道路網

航空
バリャドリッド市街地の北西11キロメートルには軍民共用のバリャドリッド空港があり、3000メートルの滑走路1本を有している。1910年に市街地近くに建設された空港がルーツであり、1938年に現在地のビリャヌブラに移転した。1950年代以降にはたびたび拡張され、2000年には新しい旅客ターミナルも完成した。この空港はカスティーリャ・イ・レオン州における中核空港である。バルセロナ＝エル・プラット空港やセビリア空港には通年で定期便が運航されており、バレアレス諸島やカナリア諸島の諸空港などに対しては季節限定で定期便が運航されている。
鉄道
2007年12月22日にはマドリード-バリャドリッド高速線が開業し、バリャドリッドはAVEの高速鉄道網に組み込まれた。マドリードを出た列車はスペイン最長（28キロメートル）のグアダラマトンネルでグアダラマ山脈を抜け、セゴビア県の県都セゴビアを経由してバリャドリッドに至っている。マドリード＝バリャドリッド間の路線距離は約180キロメートルであり、約2時間30分だった所要時間は1時間以下となった。
バリャドリッドはマドリードからスペイン北部に向かう高速鉄道路線の拠点駅であり、レオン県レオンを通ってアストゥリアス州のオビエドやヒホンに向かう路線、ブルゴス県ブルゴスを通ってバスク州のビトリア＝ガステイスやビルバオやサン・セバスティアンに向かう路線などが建設中である。
道路
バリャドリッドからは高速道路が放射状に延びている。北西に伸びるN-601号線はレオンへ、北東に伸びるA-62号線（欧州自動車道路E80号線）はパレンシアやブルゴスへ、東へ伸びるA-11号線はアランダ・デ・ドゥエロへ、南東へ伸びるA-601号線はセゴビアへ至る。また、マドリードとガリシア州を結ぶ大動脈のA-6号線はバリャドリッド郊外のトルデシリャスを通っている。

## 文化

### 映画祭
1956年にはバリャドリッド国際映画祭が初開催された。ヨーロッパ有数の歴史を持つ映画祭であるとされる。スペイン黄金世紀演劇の劇作家であるペドロ・カルデロン・デ・ラ・バルカにちなむカルデロン劇場を主会場としている。特にインディペンデント映画や作家主義映画に重点を置いているとされる。フランコ体制下（1939年-1975年）における国家的検閲の目をかいくぐって、本来であればスペインでは上映できない作品を多数上映した。1975年の映画祭ではスタンリー・キューブリック監督の『時計じかけのオレンジ』（1971年）をスペインで初めて上映した。

### スポーツ

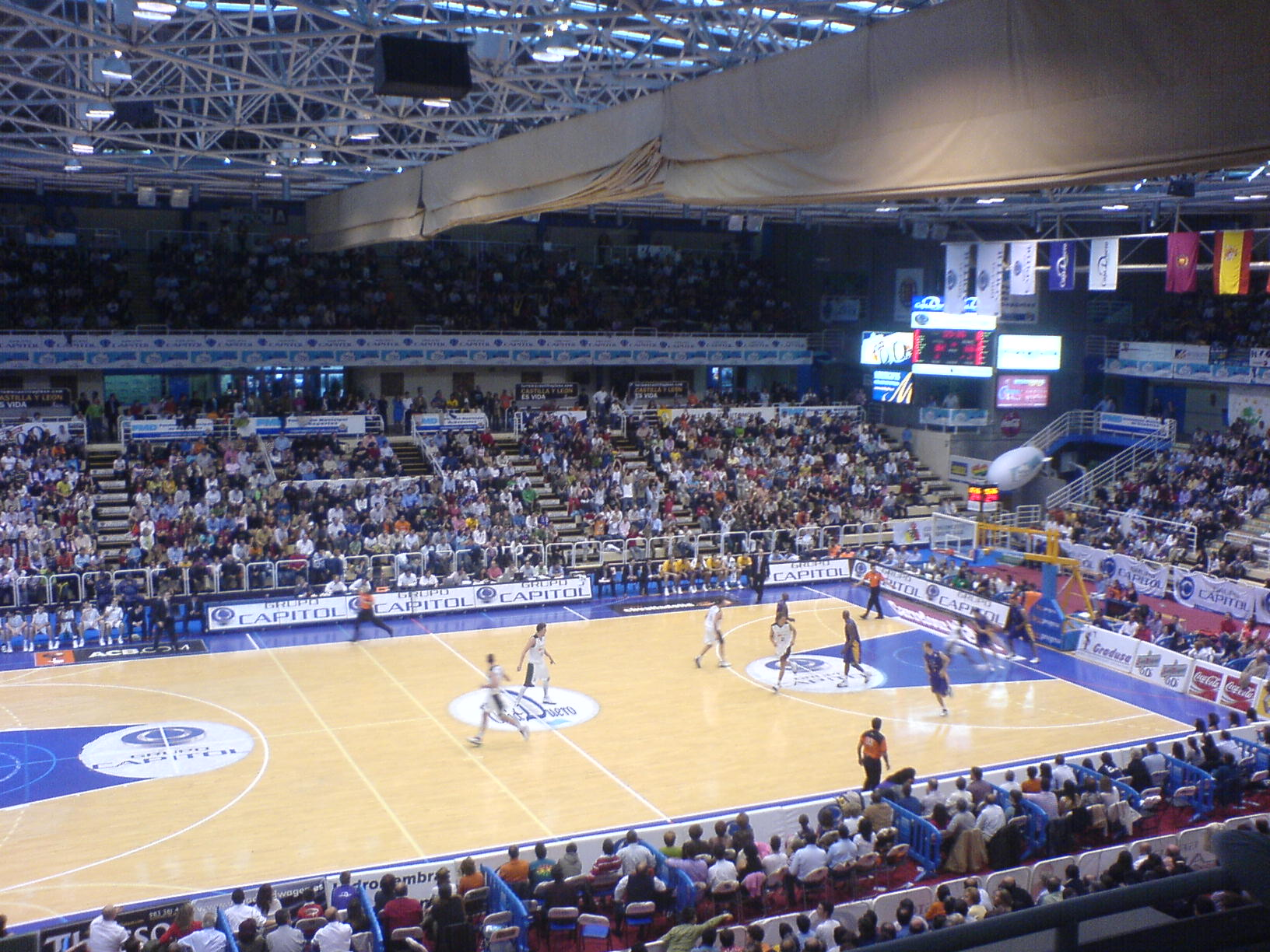
ポリデポルティーボ・ピスエルガ

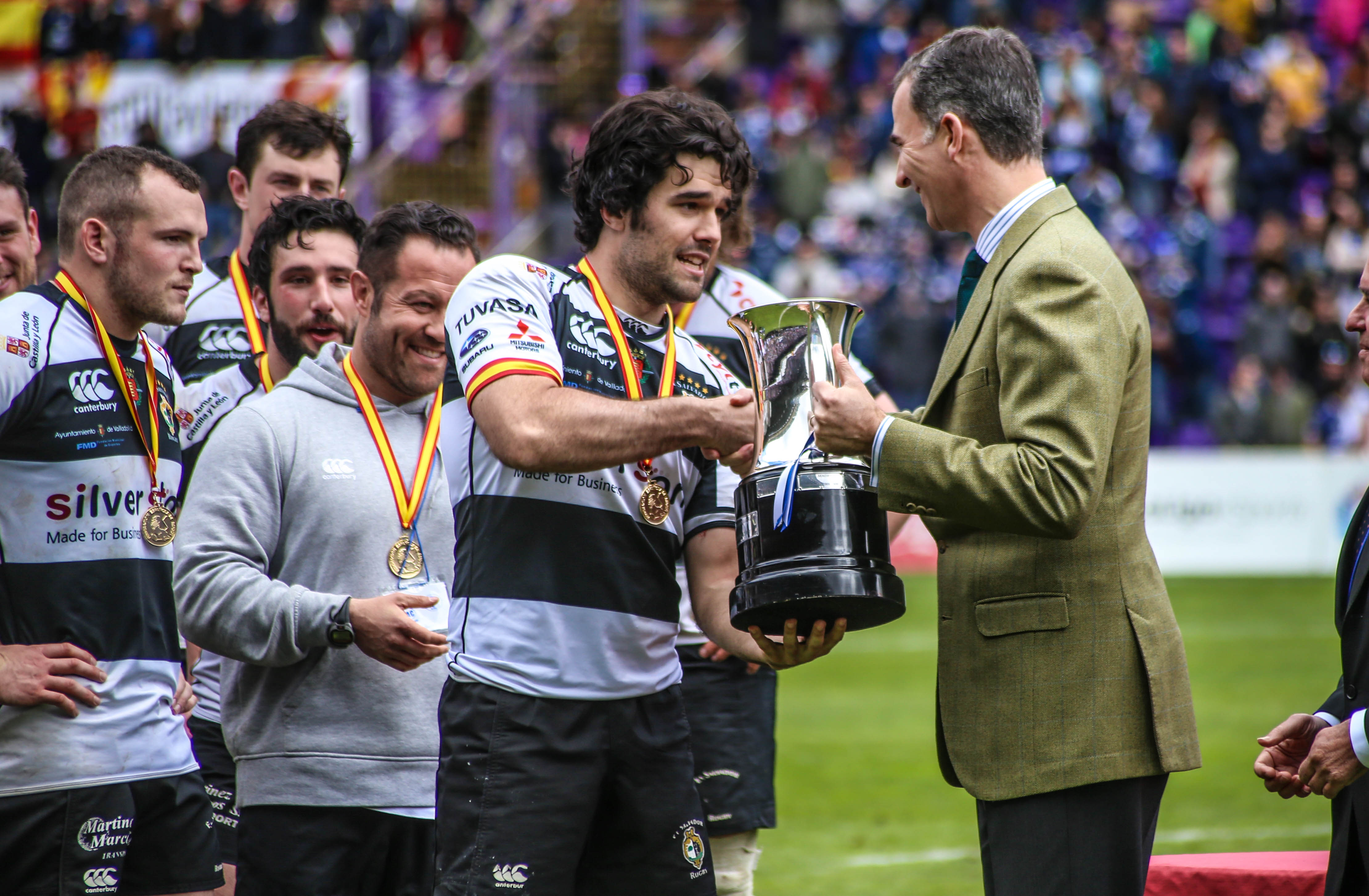
フェリペ6世から国王杯を渡されるCRエル・サルバドールの選手

サッカー
バリャドリッドでもっとも大きなサッカークラブはレアル・バリャドリッドであり、レアル・バリャドリッドは「乙女」(Pucela)という愛称を持つ。2018-19シーズンはプリメーラ・ディビシオンに属している。フェルナンド・イエロやホセ・ルイス・カミネロやルベン・バラハはレアル・バリャドリッドからデビューしてスペイン代表選手となった。エスタディオ・ホセ・ソリージャをホームスタジアムとしており、1982年に竣工したこのスタジアムは同年のスペイン・ワールドカップでも会場の一つとなった。
バスケットボール
バリャドリッドを本拠地とするバスケットボールクラブには、1976年に設立されたCBバリャドリッドがあった。CBバリャドリッドは39シーズン中35シーズンをリーガACB（1部）に在籍し、リトアニア代表のアルヴィーダス・サボニスやブラジル代表のオスカー・シュミットなどがプレーした。ポリデポルティーボ・ピスエルガをホームアリーナとしていたが、CBバリャドリッドは財政難により2015年に解散した。同年には後継クラブとしてCBシウダ・デ・バリャドリッドが設立され、2018-19シーズンはLEBオロ（2部）に在籍している。
ハンドボール
バリャドリッドを本拠地とするハンドボールクラブには、1991年に設立されたBMバリャドリッドがあった。BMバリャドリッドは1991年から2014年までのすべての期間をリーガASOBAL（1部）に在籍し、国内カップのコパ・デル・レイでは2004-05シーズンと2005–06シーズンの2度優勝し、欧州カップのEHFカップでは1998-99シーズンに準優勝、EHFカップウィナーズカップでは2008-09シーズンに優勝している。ポリデポルティーボ・ウエルタ・デル・レイをホームアリーナとしていたが、BMバリャドリッドは2014年に解散した。
ラグビーユニオン
スペインではラグビーユニオンはマイナースポーツとされるが、バリャドリッドはスペイン有数の「ラグビーの町」として知られている。ディビシオン・デ・オノール（1部）では、1997-98シーズンから2017-18シーズンまでの21シーズンのうち15シーズンはバリャドリッドに本拠地を置くクラブが優勝している。バリャドリッドRACは2010年代の6回を含む8回の優勝経験があり、CRエル・サルバドールも2000年代の5回を含む8回の優勝経験がある。両クラブともエスタディオ・ペペ・ロホをホームスタジアムとしている。

## 建築物
バリャドリッドの旧市街には多数の歴史的建造物、カトリック教会、宮殿、広場、公園などがある。スペイン国立彫刻博物館、パティオ・エレリアーノ・スペイン現代美術館、バリャドリッド東洋博物館、セルバンテス邸、ソリージャ邸などの博物館・美術館がある。
スペイン国立彫刻博物館
1842年10月4日にサンタ・クルス宮殿に設立され、1933年にサン・グレゴリオ学院に移転した。国立博物館であり、スペイン文化省が管轄している。13世紀から19世紀のスペインや関係諸地域（イタリア・フランドル・南アメリカ）の絵画作品や彫刻作品を収集・展示している。歴史的な4つの建物からなり、建物は重要文化財に指定されている。
サン・パブロ教会
1445年にフアン・デ・トルケマダ枢機卿の依頼によって建築が開始され、1616年に完成した。16世紀半ばにはフェリペ2世が、17世紀初頭にはフェリペ4世がサン・パブロ教会で洗礼を行っている。18世紀初頭にはナポレオン・ボナパルトがサン・パブロ教会を訪れている。バリャドリッドを象徴する建築物のひとつであり、重要文化財に指定されている。
バリャドリッド大聖堂
16世紀末に建設が開始され、1668年に完成した。主要部のレイアウトはルネサンス様式であり、設計はフアン・デ・エレーラ。1561年までバリャドリッドはスペイン王国の首都であり、オリジナルの設計図ではヨーロッパ最大級の大聖堂となる予定だったが、資金不足などが理由でオリジナルの設計図の半分程度しか完成しなかった。内部の一部は博物館となっている。重要文化財に指定されている。
セルバンテス邸
17世紀初頭に『ドン・キホーテ』を著した作家のミゲル・デ・セルバンテスがかつて暮らしていた家。内部は博物館となっている。重要文化財に指定されている。
コロンブス邸博物館
1492年に新大陸に到達したクリストファー・コロンブスは、1506年にバリャドリッドで死去した。1965年にコロンブス邸博物館が設立された。初の大西洋横断航海で使用されたサンタ・マリア号の模型や当時の史料などが展示されている。

### ギャラリー

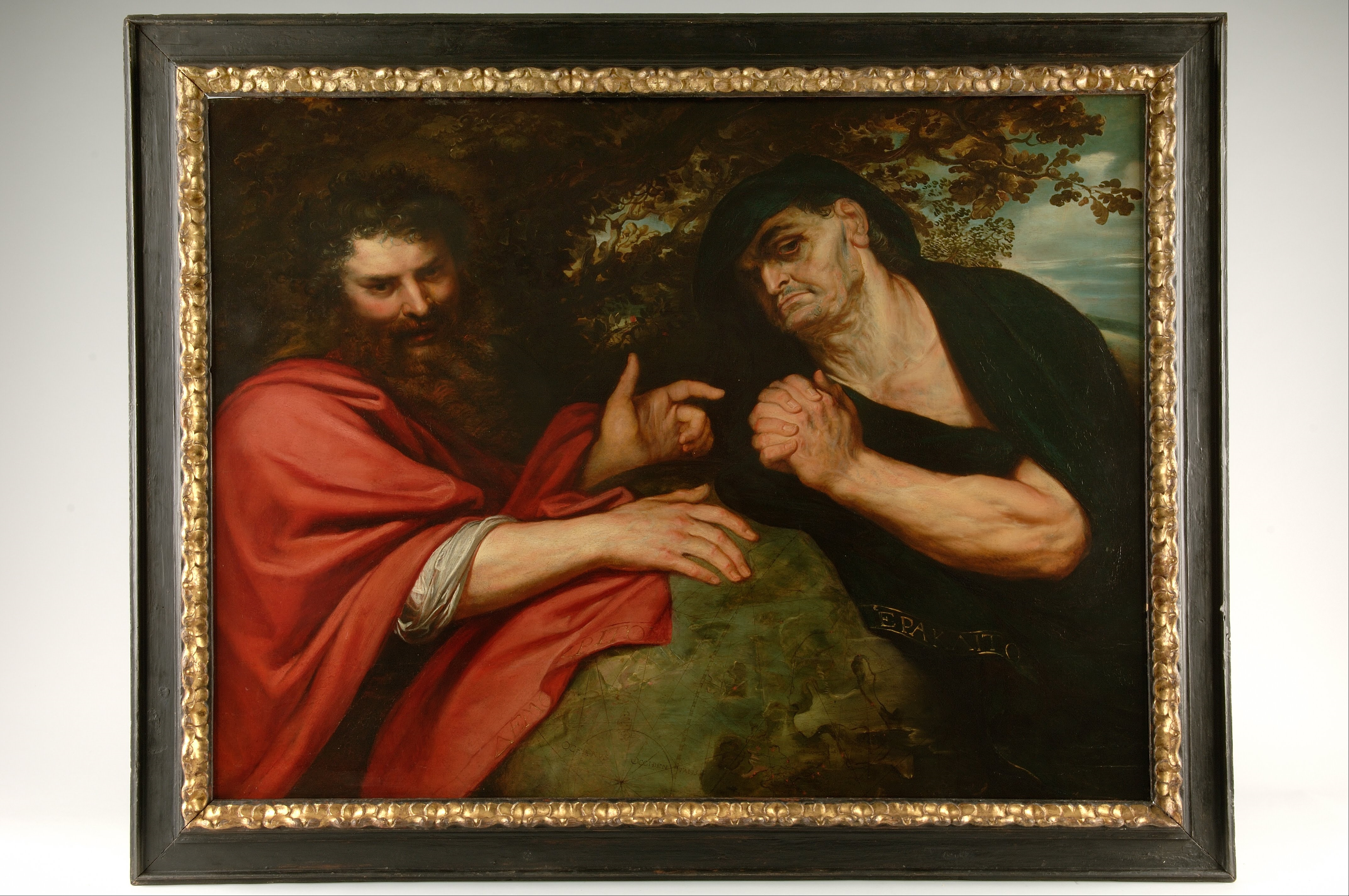
スペイン国立彫刻博物館所蔵の『Demócrito y Heráclito』（ルーベンス）
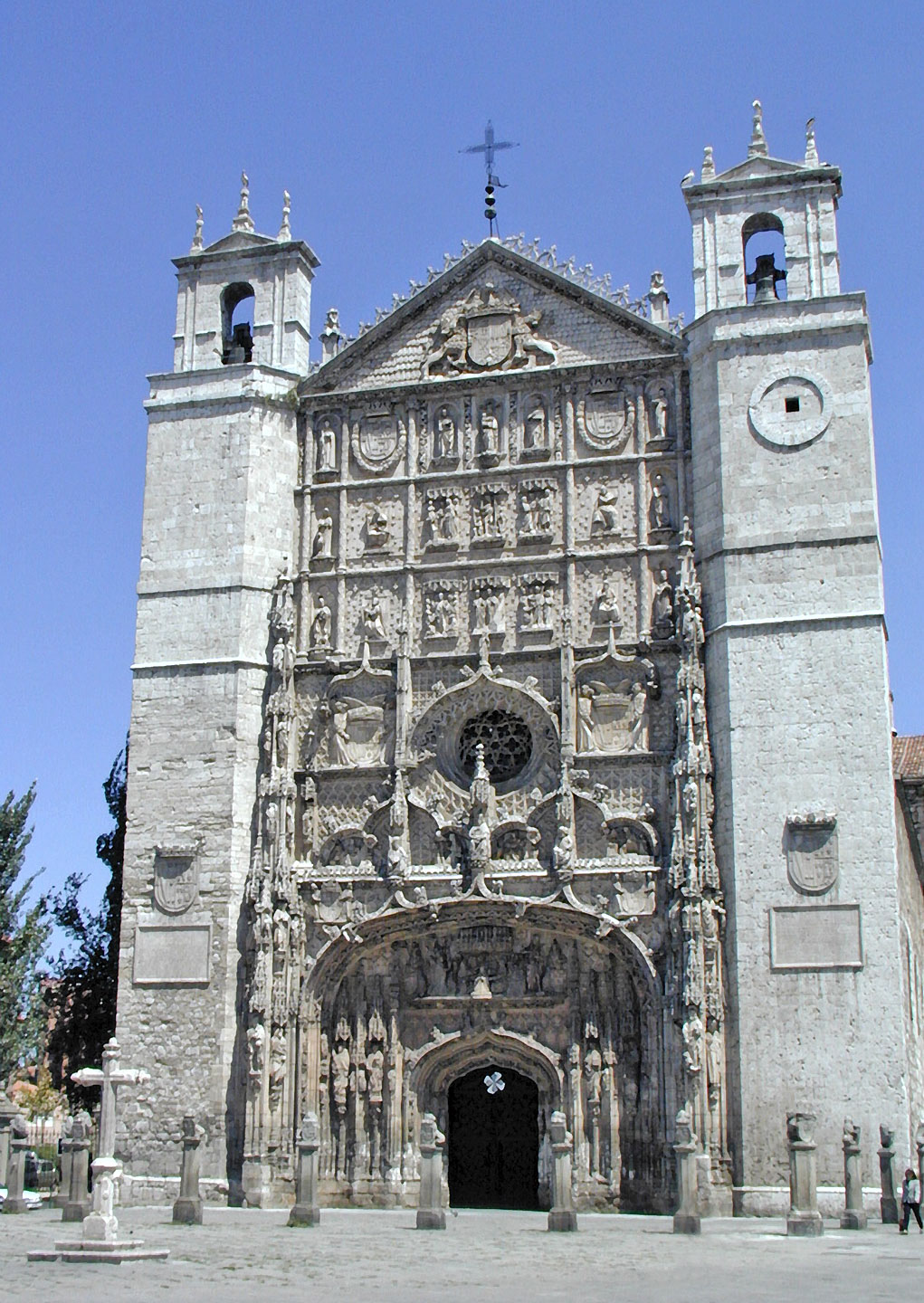
サン・パブロ教会
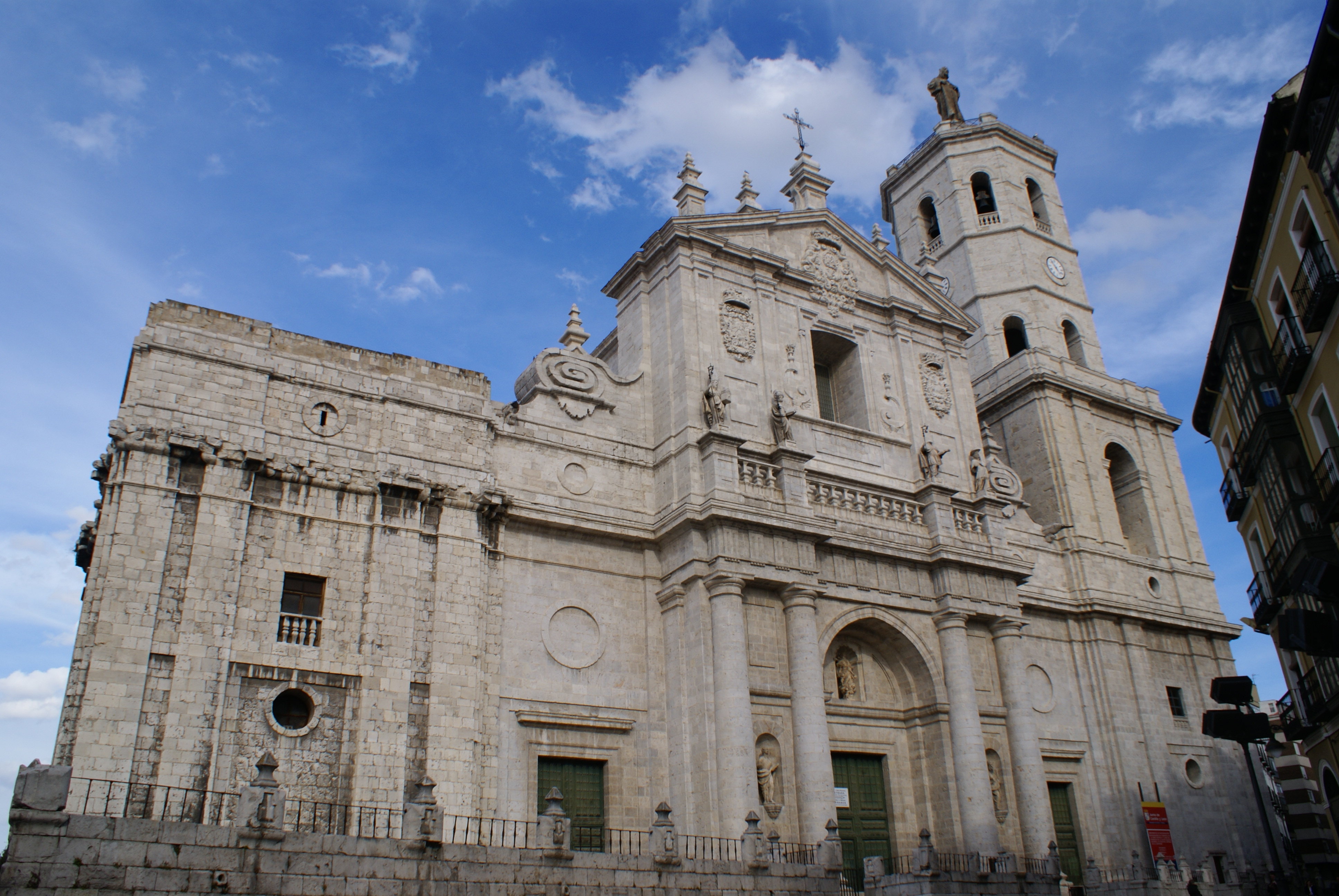
バリャドリッド大聖堂
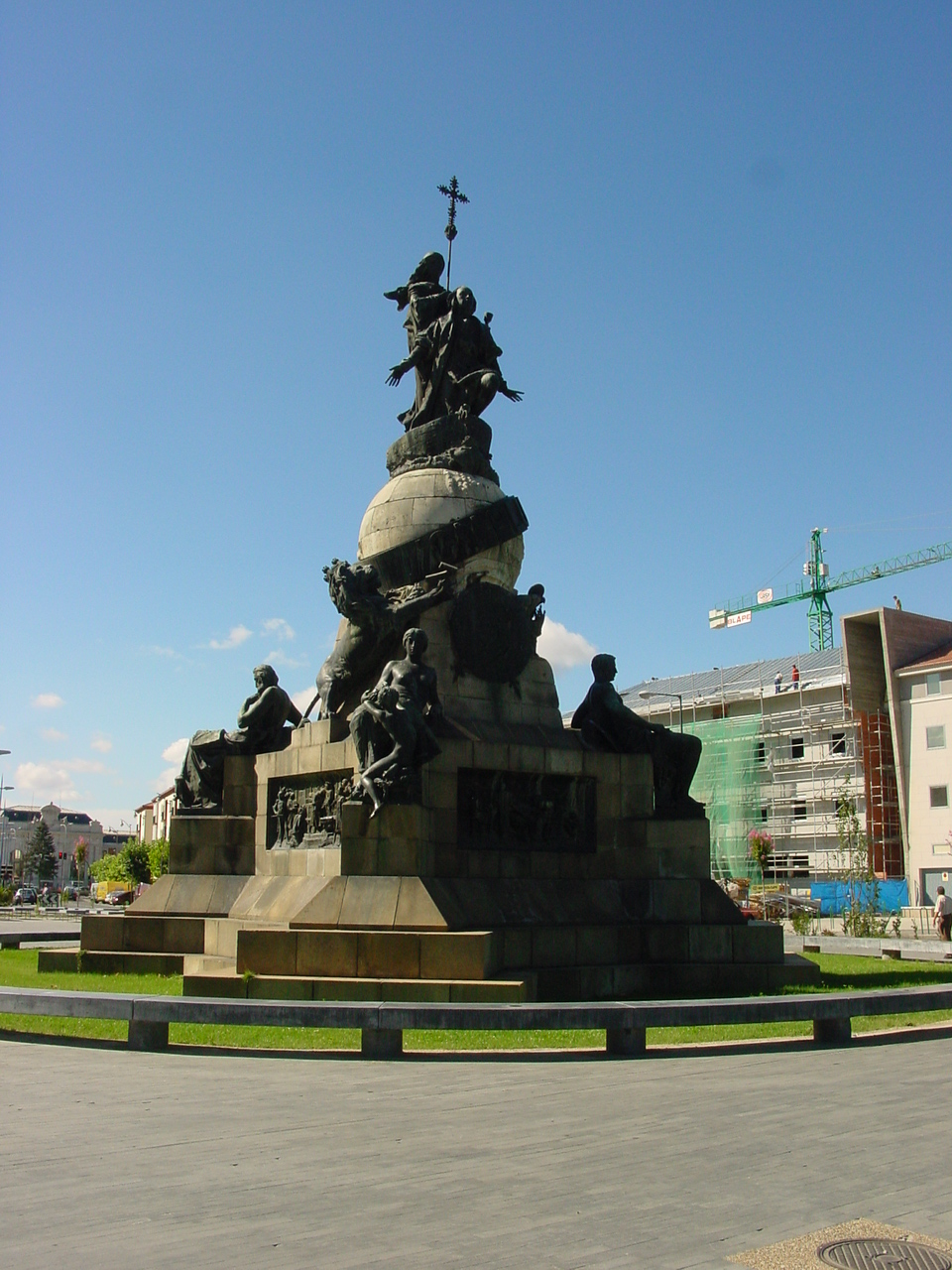
コロンブスの像

## 出身者

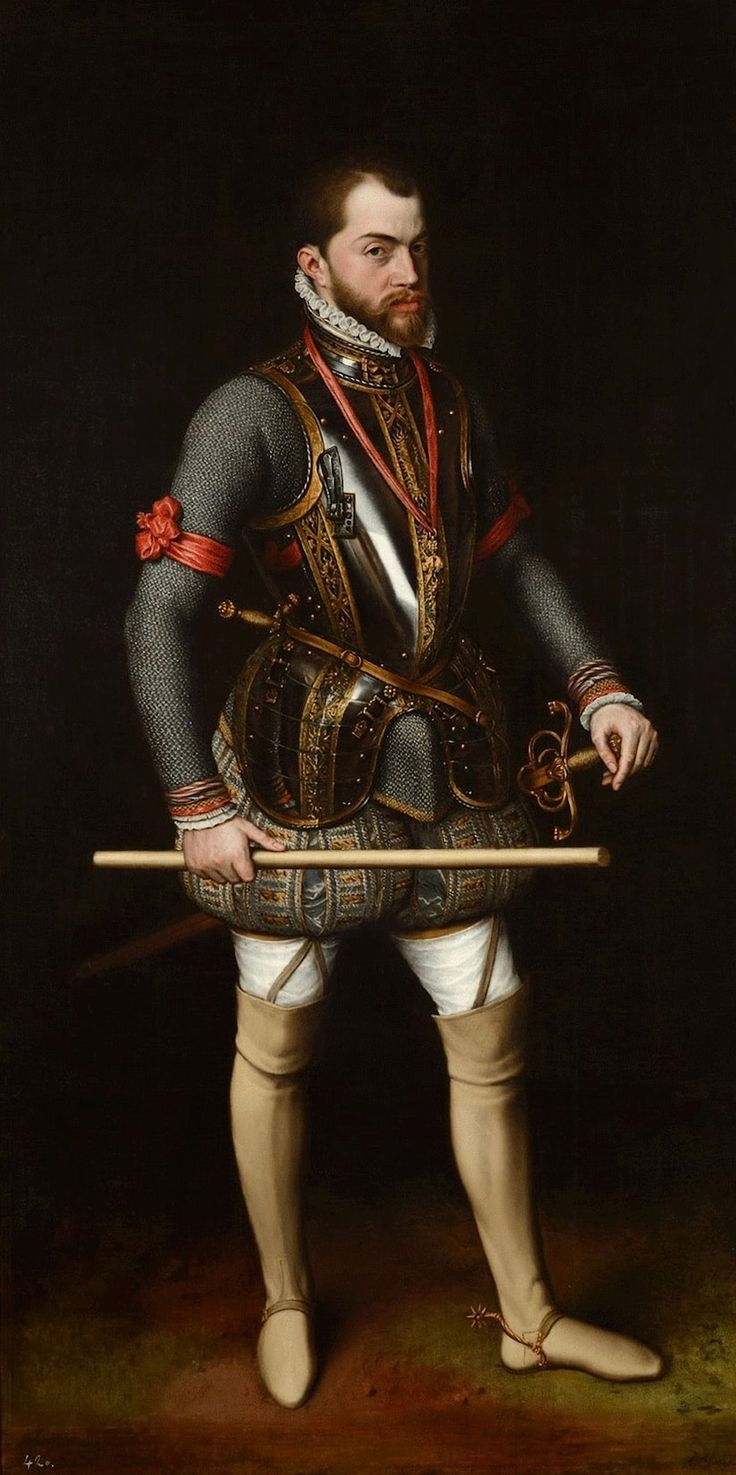
フェリペ2世

- サンチョ4世（1258年 - 1295年）：カスティーリャ王。「勇敢王」。
- フアン・デ・トルケマダ（英語版）（1388年 - 1468年）：枢機卿・司教。ドミニコ会士。
- エンリケ4世（1425年 - 1474年）：カスティーリャ王。「不能王」。
- フェリペ2世（1527年 - 1598年）：スペイン王。スペイン黄金世紀の最盛期に在位した王。
- フェリペ4世（1605年 - 1665年）：スペイン王・ナポリ王・シチリア王。
- アンヌ・ドートリッシュ（1601年 - 1666年）：ルイ13世王妃。
- ホセ・ソリージャ（英語版）（1817年 - 1893年）：詩人・劇作家。
- ミゲル・デリーベス（1920年 - 2010年）：著作家。
- ホセ・ルイス・ロドリゲス・サパテロ（1960年 - ）：政治家。スペイン首相。

## 姉妹都市・友好都市
姉妹都市
-  モレリア、メキシコ（1978年締結。旧名「バリャドリッド」）
-  リール、フランス（1987年締結）
-  オーランド、アメリカ合衆国（2006年締結）
-  フィレンツェ、イタリア（2007年締結）
-  レッチェ、イタリア（2009年締結）
-  アフマダーバード、インド（2017年締結）

友好都市
-  ボストン、アメリカ合衆国
-  グアダラハラ、メキシコ